# Vallée du Mars
La vallée du Mars, aussi appelée vallée du Falgoux dans sa partie haute, est située dans le Cantal. C'est la plus profonde des sept vallées principales qui rayonnent autour du puy Mary. 

## Géomorphologie
Sa géomorphologie peut se décrire en trois éléments : à l'amont le cirque glaciaire du Falgoux, puis une imposante vallée glaciaire en U jusqu'à Anglards-de-Salers d'orientation nord-ouest et enfin une vallée étroite en V, de direction nord-nord-ouest dans laquelle serpente le Mars jusqu'à son confluent avec la Sumène à Vendes sur la commune de Bassignac.
Dans sa partie amont, la vallée a d'abord été creusée par les glaciers dans le substrat volcanique principalement constitué de brèches résultant d'avalanches de débris mais quelques protusions phonolithiques remarquables comme le roc d'Hozières ont résisté à leur puissance abrasive. Le vieux socle granitique du Massif central est atteint sur la commune du Vaulmier et une série d'ombilics et de verrous glaciaires entaillés par la rivière caractérise le fond de vallée.

## Accès et voies de circulation
Au niveau du cirque glaciaire qui ferme la vallée, le pas de Peyrol, plus haut col d'Auvergne (fermé généralement de novembre à mai), est le point de départ de l'aménagement qui permet d'accéder au puy Mary. Ce col est une patte d'oie :
- la voie principale est la D 680 qui dessert Dienne en direction du nord-est dans la vallée de la Santoire et en direction du nord-ouest, par le col de Néronne, Salers sur les contreforts de la vallée de la Maronne ;
- vers le sud, il est relié par la D 17 au col de Redondet qui permet de basculer dans la vallée de la Jordanne.

Dans le cirque glaciaire du Falgoux la D 12 se greffe sur la D 680 et suit le fond de la vallée jusqu'au confluent avec la Sumène où elle se raccorde à la D 922 (axe reliant Aurillac aux limites de la Corrèze). Au niveau du Falgoux, la D 37 permet de rejoindre le col de Néronne (rive gauche) et de basculer vers la vallée de la Maronne et le village de Salers. À hauteur du Vaulmier, la D 30 permet de rejoindre le col d'Aulac (rive droite) et d'atteindre la vallée du Marilhou, autre affluent de la Sumène, et le bourg de Trizac. À Saint-Vincent de Salers, une petite route (rive droite) donne accès à la planèze de Moussage.
Plus à l'aval, sur la commune d'Anglards-de-Salers, la vallée s'élargit et les accès sont plus nombreux. D 22 et D 212 (rive gauche) permettent de rejoindre le bourg d'Anglards de Salers. La vallée est traversée par la D 678 qui relie Mauriac à Riom-es-Montagnes.
Plus bas, la D 12 se poursuit dans la vallée étroite et n'offre plus que de rares débouchés jusqu'au confluent avec la Sumène. Dans sa partie la plus aval, un viaduc en treillis métallique franchit le Mars, vestige de l'ancienne ligne de chemin de fer entre Mauriac à Bort les Orgues.
Environ un kilomètre avant la jonction avec la D 922, la D 12 est rejointe par la D 322 provenant du village de Méallet.

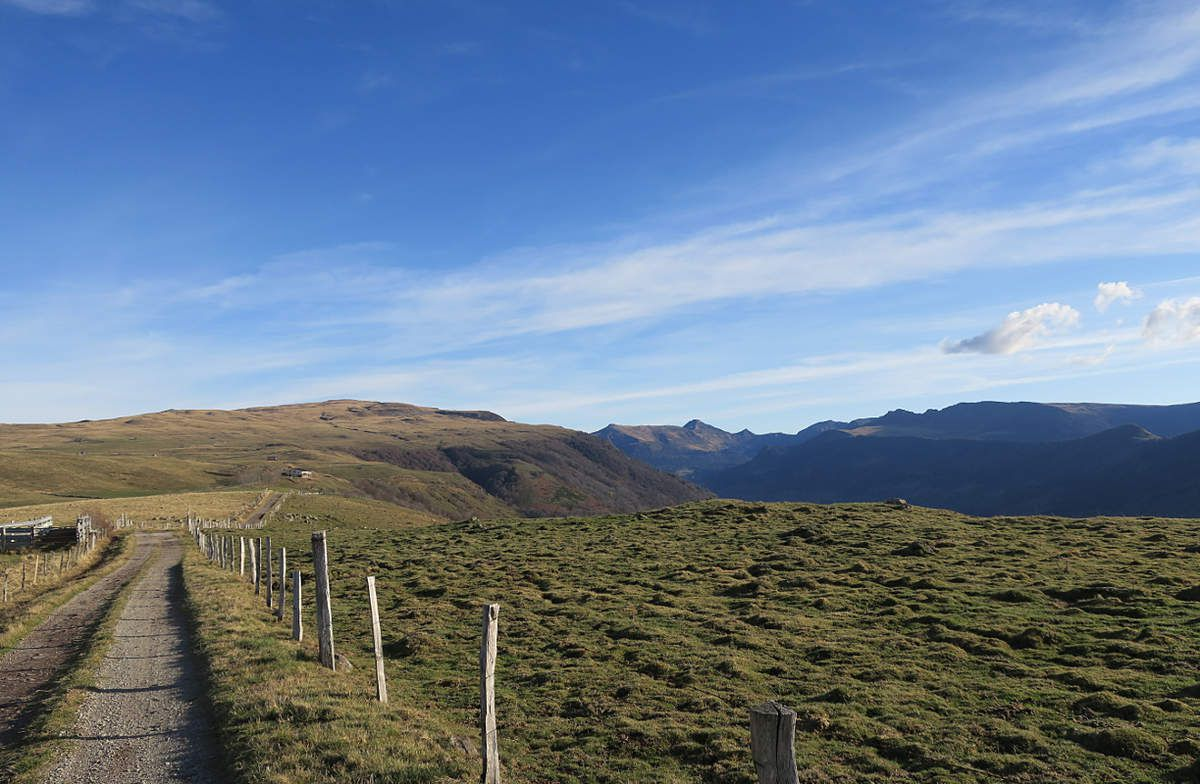
Col d'Aulac et vallée du Mars, vue en direction du sud-est prise de la piste du suc de Grammont.
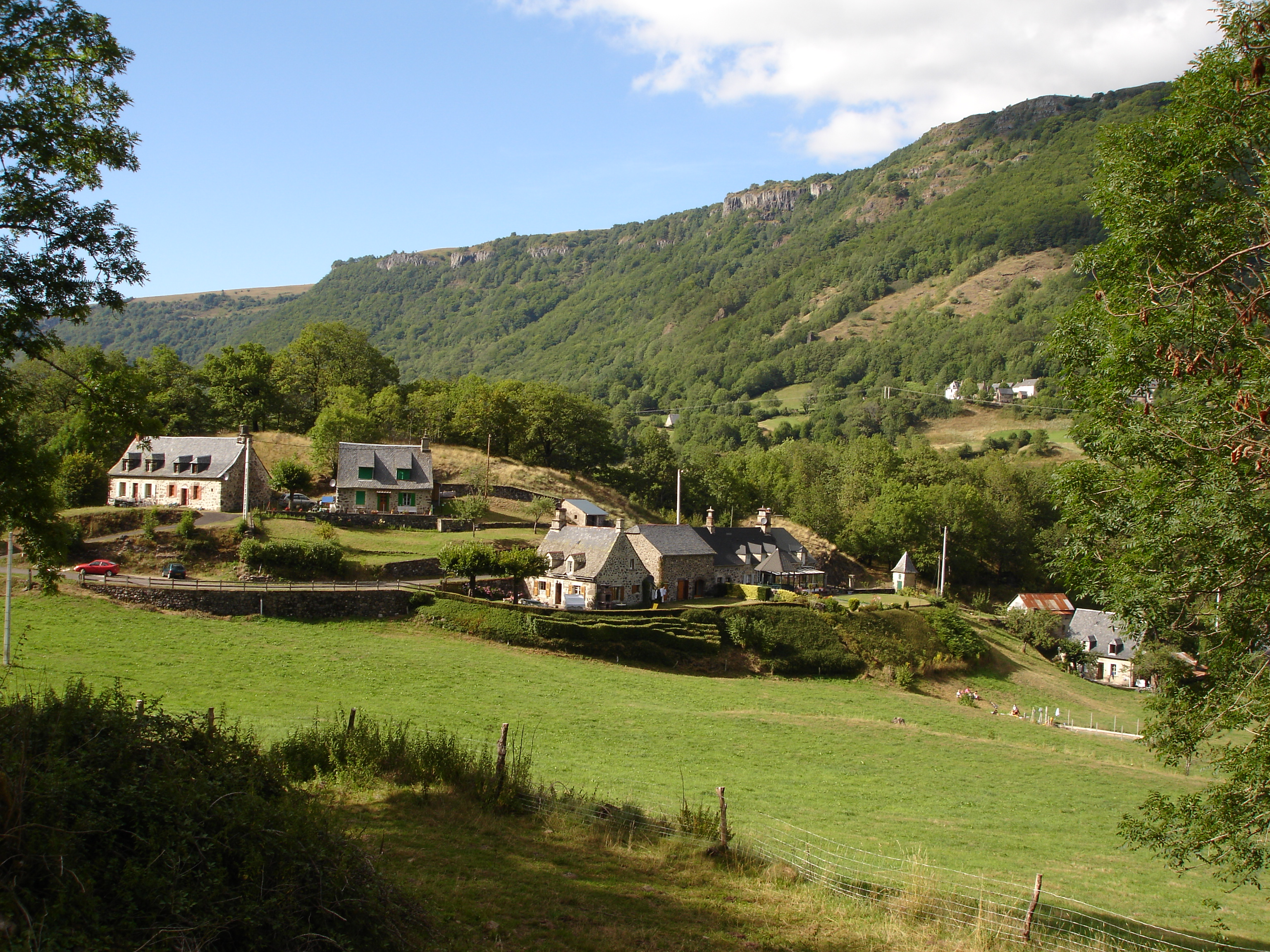
Le hameau d'Outre, commune du Vaulmier.
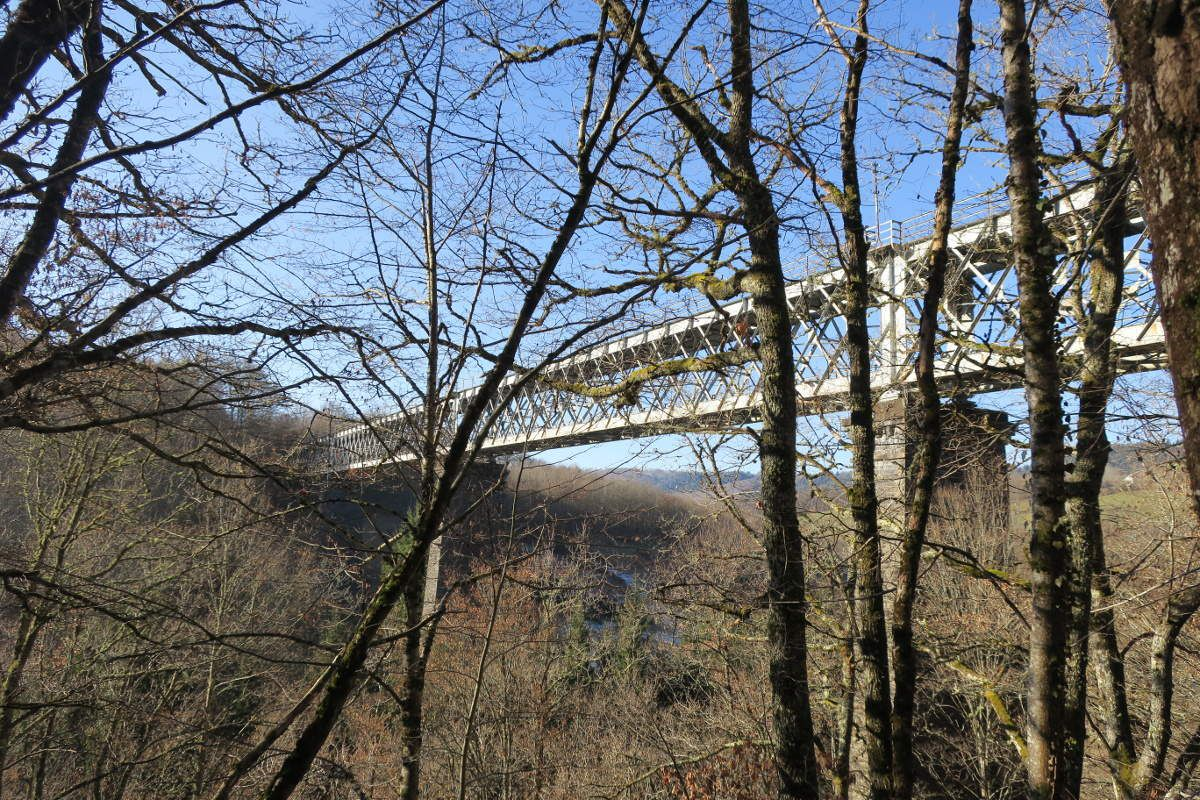
Viaduc sur le Mars, ancienne ligne de chemin de fer entre Mauriac et Bort-les-Orgues.

## Liste des communes traversées
De l'amont vers l'aval, elle traverse le territoire des communes suivantes :
- Le Falgoux ;
- Le Vaulmier ;
- Saint-Vincent-de-Salers ;
- Anglards-de-Salers ;
- Moussages ;
- Méallet ;
- Jaleyrac ;
- Le Vigean.

## Culture et patrimoine

### Patrimoine bâti

#### Châteaux et maisons fortes
Édifices classés monuments historiques
- Château de la Borie
- Château de Chanterelle[2]
- Château de Longevergne
- Château de Montbrun

#### Églises
- Église Saint-Ferréol au Vaulmier
- Église Saint-Vincent de Saint-Vincent-de-Salers

#### Habitat paysan
- Cases de Cotteughes[3]

## Personnalités
Parmi les personnalités notables qui ont séjourné dans la vallée, le peintre Théodore Rousseau voyage en 1830 en Auvergne. Âgé alors de 18 ans, il en représente les paysages dans plusieurs œuvres conservées aujourd'hui dans des musées à travers le monde :
- Landscape in the Auvergne, conservé au Barber Institute of Fine Arts ;
- La Vallée de Saint-Vincent conservé à la National Gallery[4] ;
- Valley in the Auvergne Mountains conservé au Saint-Louis Art Museum ;
- Thatched roofs with a view to the roc du Merle conservé au Shizuoka Prefectural Museum of Art (en)[5],[6].

Œuvres de Théodore Rousseau
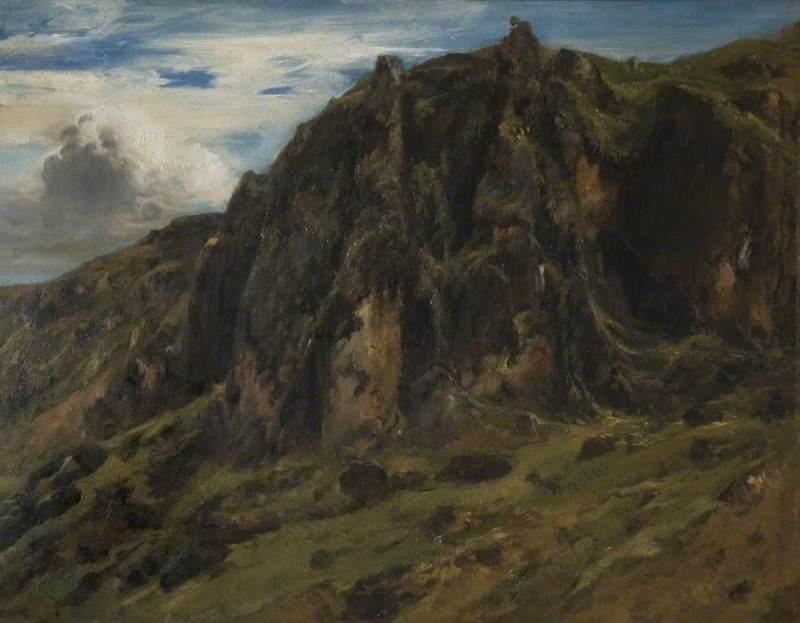
Landscape in the Auvergne, conservé au Barber Institute of Fine Arts vraisemblablement les aiguilles de brèche volcanique à l'entrée du Falgoux.
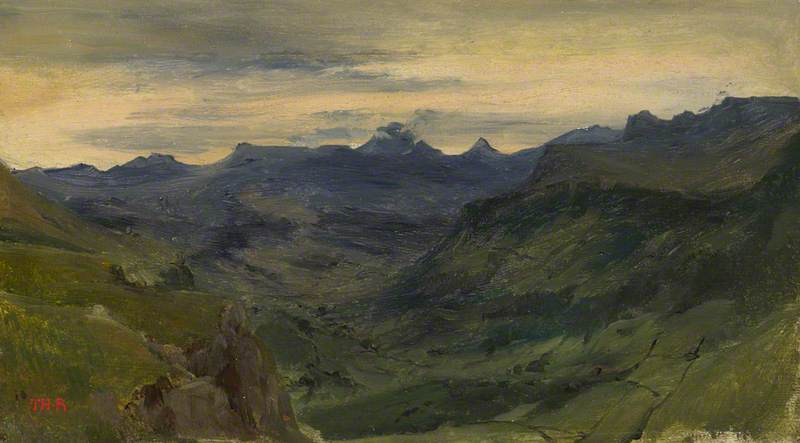
La Vallée de Saint-Vincent de Théodore Rousseau, 1830, à la National Gallery. Les sommets des monts du Cantal vraisemblablement vus du col d'Aulac, de gauche à droite : en arrière-plan puy de Peyre-Arse, puy de la Tourte, puy Mary, Chapeloune ; de droite à gauche, en avant-plan roc des Ombres, cirque d'Impramau, roc d'Hozières
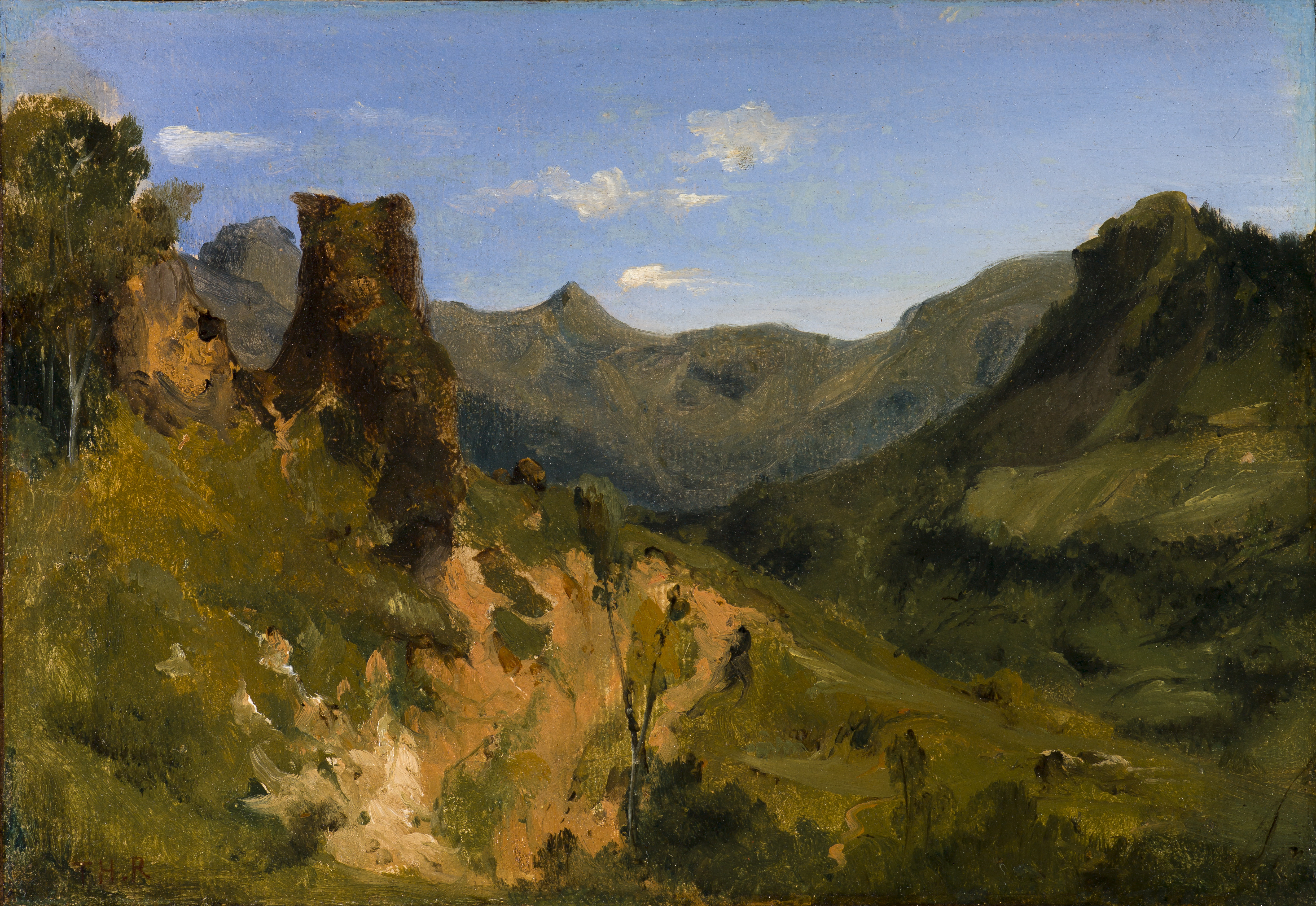
Valley in the Auvergne Mountains conservé au Saint-Louis Art Museum Une vue plus rapprochée du cirque du Falgoux avec le puy Mary à gauche de l'aiguille de brèche volcanique et le roc du Merle à droite.

Quelques années plus tard, en 1846 et 1847 la présence de Rosa Bonheur et de sa compagne Nathalie Micas est attestée à Chaussenac et leurs promenades les conduiront à visiter la vallée du Mars. Un petit tableau représentant les sommets du cirque du Falgoux vus du col de Néronne en témoigne.

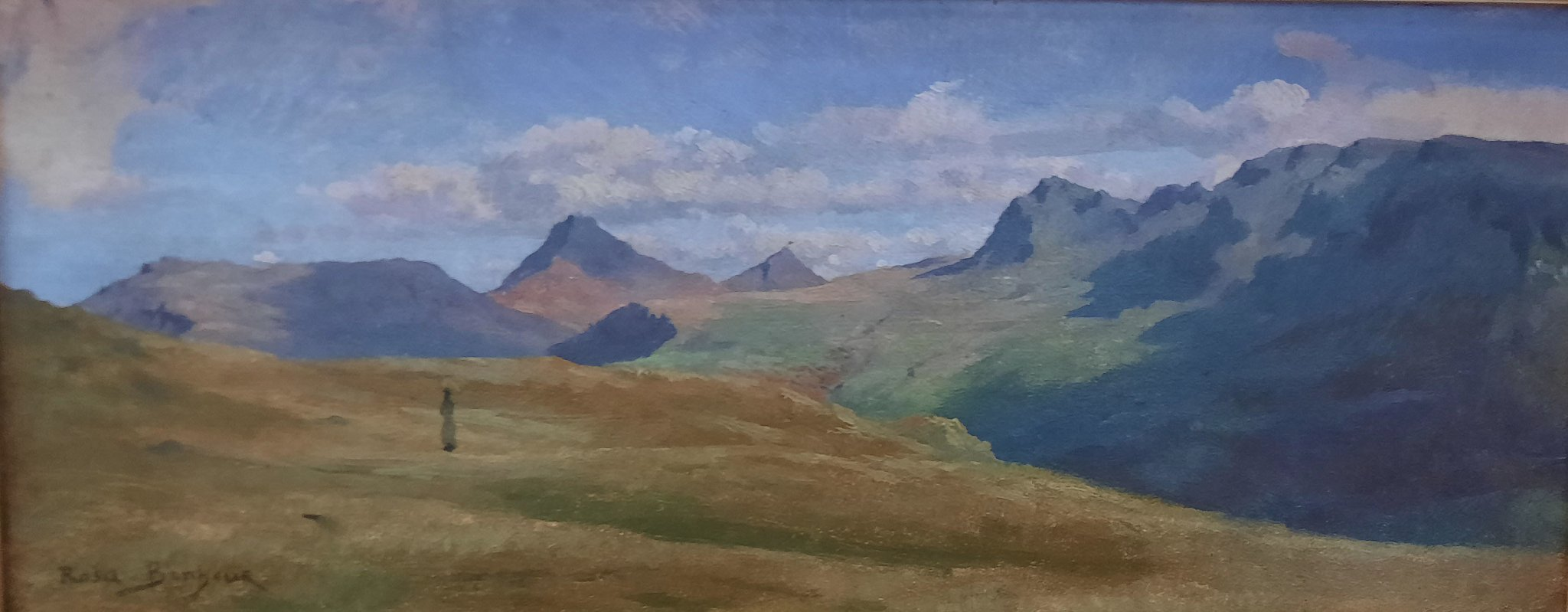
Reproduction petit tableau de Rosa Bonheur, puy Mary vu probablement du col de Néronne, sans date, collection particulière.

## La vallée du Mars dans des œuvres de fiction
En 2019, le village du Falgoux ainsi que les paysages de la vallée du Mars servent de décors naturels au tournage du film Mystère de Denis Imbert.